# Southwick (Wiltshire)
Southwick – wieś w Anglii, w hrabstwie Wiltshire. Leży 40 km na północny zachód od miasta Salisbury i 149 km na zachód od Londynu. W 2001 miejscowość liczyła 1896 mieszkańców.